# Banco de Avío
Banco de Avío war eine mexikanische Bank zur Förderung der heimischen Industrie und die erste industrielle Entwicklungsbank in Lateinamerika.

## Geschichte
Die Bank wurde am 16. Oktober 1830 von der mexikanischen Regierung gegründet, um die aufkommende Industrie des Landes, in erster Linie die Textilindustrie, mit langfristigen Krediten versorgen. Ihr Gründer, Förderer und erster Präsident des Verwaltungsrats war der Politiker und Historiker Lucas Alamán.
Weil die Zinssätze der bereitgestellten Mittel weit unter den marktüblichen Konditionen lagen, machte die niedrige Gewinnspanne das Finanzinstitut bald unrentabel und weil der mexikanische Textilsektor aufgrund seiner guten Entwicklung ebenso bald keine Sonderfinanzierung mehr benötigte, wurde das Institut bereits nach nur knapp 12-jährigem Bestehen wieder geschlossen.
Am 23. September 1842 schloss die Bank daher auf Anweisung des Generals Antonio López de Santa Anna, der zu jener Zeit auch mexikanischer Staatspräsident war, für immer ihre Pforten.